# Matheus Henrique
Matheus Henrique de Souza (San Paolo, 19 dicembre 1997) è un calciatore brasiliano, centrocampista del Cruzeiro.

## Caratteristiche tecniche
È un centrocampista centrale bravo a dettare i tempi e nei passaggi. Dispone di buon dinamismo, oltre a essere bravo in fase offensiva e a muoversi box-to-box. Oltre al suo idolo Andrés Iniesta, si ispira a Zidane, Messi, Di Maria ed Arthur.

## Carriera

### Club
Gli Inizi
Cresciuto nelle giovanili del São Caetano, ha esordito in prima squadra il 28 marzo 2015 in occasione del match di Campeonato Paulista Série A vinto 4-0 contro il Guaratinguetá.
Gremio
Nel marzo 2018 è stato acquistato dal Grêmio, realizza i suoi primi gol l'8 Febbraio 2021 in occasione del match terminato poi 5-2 contro il Botafogo. In 3 anni totalizza 70 presenze e 5 goal.
Sassuolo
L'11 agosto 2021, viene acquistato in prestito con obbligo di riscatto dal Sassuolo, in Serie A. Esordisce con i neroverdi il 23 ottobre seguente, in occasione del successo per 3-1 in campionato sul Venezia. Il 29 gennaio 2023, segna la sua prima rete in massima serie, nonché la prima con i neroverdi, firmando il quinto gol del successo in casa del Milan (5-2).
Cruzeiro
Il 26 giugno 2024, viene annunciato il suo ingaggio a titolo definitivo da parte del Cruzeiro per circa sei milioni di euro; il giocatore firma un contratto valido fino al 31 dicembre 2029 con il club di Belo Horizonte.

### Nazionale
Il 10 ottobre 2019 debutta con la nazionale brasiliana, in un'amichevole pareggiata per 1-1 contro il Senegal, rimpiazzando al 68' Arthur.

## Statistiche

### Presenze e reti nei club
Statistiche aggiornate al 24 febbraio 2024.
| Stagione        | Squadra         | Campionato      | Campionato | Campionato | Coppe nazionali | Coppe nazionali | Coppe nazionali | Coppe continentali | Coppe continentali | Coppe continentali | Altre coppe | Altre coppe | Altre coppe | Totale | Totale |
| Stagione        | Squadra         | Comp            | Pres       | Reti       | Comp            | Pres            | Reti            | Comp               | Pres               | Reti               | Comp        | Pres        | Reti        | Pres   | Reti   |
| --------------- | --------------- | --------------- | ---------- | ---------- | --------------- | --------------- | --------------- | ------------------ | ------------------ | ------------------ | ----------- | ----------- | ----------- | ------ | ------ |
| 2017            | Grêmio          | PD/RS+A         | 0+1        | 0+0        |                 |                 |                 |                    |                    |                    |             |             |             | 1      | 0      |
| 2018            | Grêmio          | PD/RS+A         | 4+12       | 2+2        |                 |                 |                 | CL                 | 1                  | 0                  |             |             |             | 17     | 4      |
| 2019            | Grêmio          | PD/RS+A         | 12+20      | 1+0        | CB              | 5               | 0               | CL                 | 9                  | 0                  |             |             |             | 46     | 1      |
| 2020            | Grêmio          | PD/RS+A         | 8+29       | 0+2        | CB              | 8               | 0               | CL                 | 8                  | 1                  |             |             |             | 53     | 3      |
| 2021            | Grêmio          | PD/RS+A         | 8+8        | 1+0        |                 |                 |                 | CL+CS              | 3+3                | 0+1                |             |             |             | 22     | 2      |
| Totale Gremio   | Totale Gremio   | Totale Gremio   | 32+70      | 8          |                 | 13              | 0               |                    | 24                 | 2                  |             |             |             | 139    | 10     |
| 2021-2022       | Sassuolo        | A               | 25         | 0          | CI              | 1               | 0               | -                  | -                  | -                  | -           | -           | -           | 26     | 0      |
| 2022-2023       | Sassuolo        | A               | 30         | 4          | CI              | 1               | 0               | -                  | -                  | -                  | -           | -           | -           | 31     | 4      |
| 2023-2024       | Sassuolo        | A               | 19         | 2          | CI              | 1               | 0               | -                  | -                  | -                  | -           | -           | -           | 20     | 2      |
| Totale Sassuolo | Totale Sassuolo | Totale Sassuolo | 74         | 6          |                 | 3               | 0               |                    | 0                  | 0                  |             |             |             | 77     | 6      |
| Totale carriera | Totale carriera | Totale carriera | 176        | 14         |                 | 16              | 0               |                    | 24                 | 2                  |             |             |             | 216    | 16     |

### Cronologia presenze e reti in nazionale
| Cronologia completa delle presenze e delle reti in nazionale ― Brasile | Cronologia completa delle presenze e delle reti in nazionale ― Brasile | Cronologia completa delle presenze e delle reti in nazionale ― Brasile | Cronologia completa delle presenze e delle reti in nazionale ― Brasile | Cronologia completa delle presenze e delle reti in nazionale ― Brasile | Cronologia completa delle presenze e delle reti in nazionale ― Brasile | Cronologia completa delle presenze e delle reti in nazionale ― Brasile | Cronologia completa delle presenze e delle reti in nazionale ― Brasile |
| Data                                                                   | Città                                                                  | In casa                                                                | Risultato                                                              | Ospiti                                                                 | Competizione                                                           | Reti                                                                   | Note                                                                   |
| ---------------------------------------------------------------------- | ---------------------------------------------------------------------- | ---------------------------------------------------------------------- | ---------------------------------------------------------------------- | ---------------------------------------------------------------------- | ---------------------------------------------------------------------- | ---------------------------------------------------------------------- | ---------------------------------------------------------------------- |
| 10-10-2019                                                             | Singapore                                                              | Brasile                                                                | 1 – 1                                                                  | Senegal                                                                | Amichevole                                                             | -                                                                      | 68’                                                                    |
| Totale                                                                 |                                                                        | Presenze                                                               | 1                                                                      |                                                                        | Reti                                                                   | 0                                                                      |                                                                        |

## Palmarès

### Competizioni statali
- Campionato Gaucho: 4

Grêmio: 2018, 2019, 2020, 2021

### Nazionale

#### Competizioni maggiori
- Oro olimpico: 1

Tokyo 2020